# Physalia utriculus

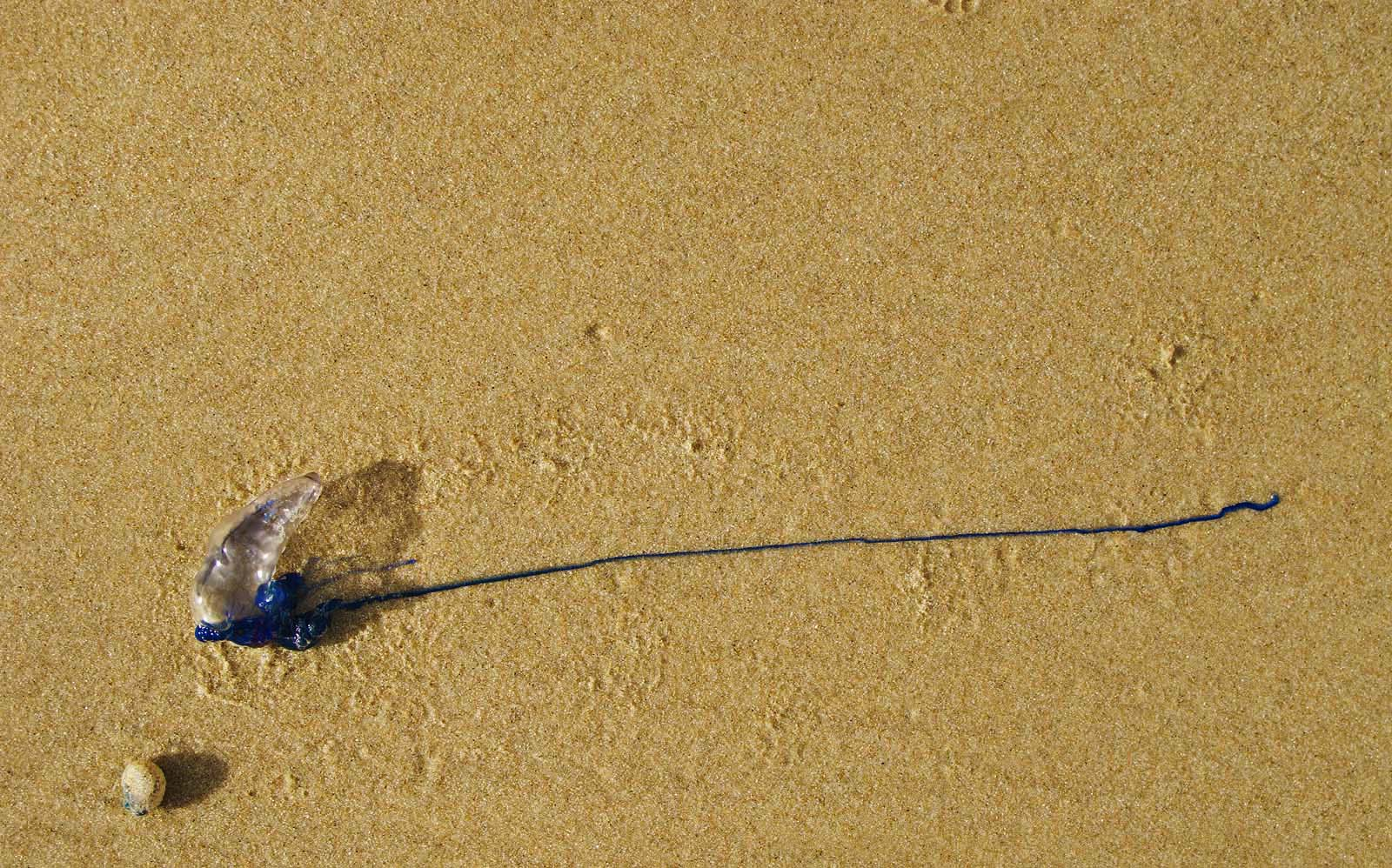
Physalia utriculus mắc cạn với tua màu xanh đặc trưng.

Physalia utriculus là một loài sứa lông châm của bộ Siphonophora tìm thấy tại Ấn Độ Dương và Thái Bình Dương. Một bàng quang chứa đầy khí cho phép nó nổi trên bề mặt, chúng trôi nhờ dòng chảy, thủy triều, và một cánh buồm ở trên cùng của bàng quang, có thể quay sang trái hay phải. Một tua dài duy nhất có tế bào gai độc, cho con vật một phương tiện bắt con mồi.
P. utriculus được phân biệt với Physalia physalis bởi kích thước nhỏ hơn của bàng quang (sáu inch so với mười hai inch) và có một xúc tu dài duy nhất.

## Xuất hiện
P. utriculus phân bố ít rộng rãi hơn P. physalis, nhưng nó là loài phổ biến nhất trên bờ biển nước Úc. Nó cũng được tìm thấy tại vùng biển Hawaii, nơi nó được chính thức đặt tên là ‘ili mane‘o hay palalia.